# Trypaea australiensis
Trypaea australiensis är en kräftdjursart som beskrevs av James Dwight Dana 1852. Trypaea australiensis ingår i släktet Trypaea och familjen Callianassidae. Inga underarter finns listade i Catalogue of Life.